# Neeragrostis
Neeragrostis  es un género de planta herbácea,   perteneciente a la familia de las poáceas. Es originario de la región del Caribe.
Algunos autores lo incluyen en el género Eragrostis (‘E. reptans’).

## Especies
- Neeragrostis hypnoides
- Neeragrostis reptans
- Neeragrostis weigeltiana